# Bitwa pod Śnicką

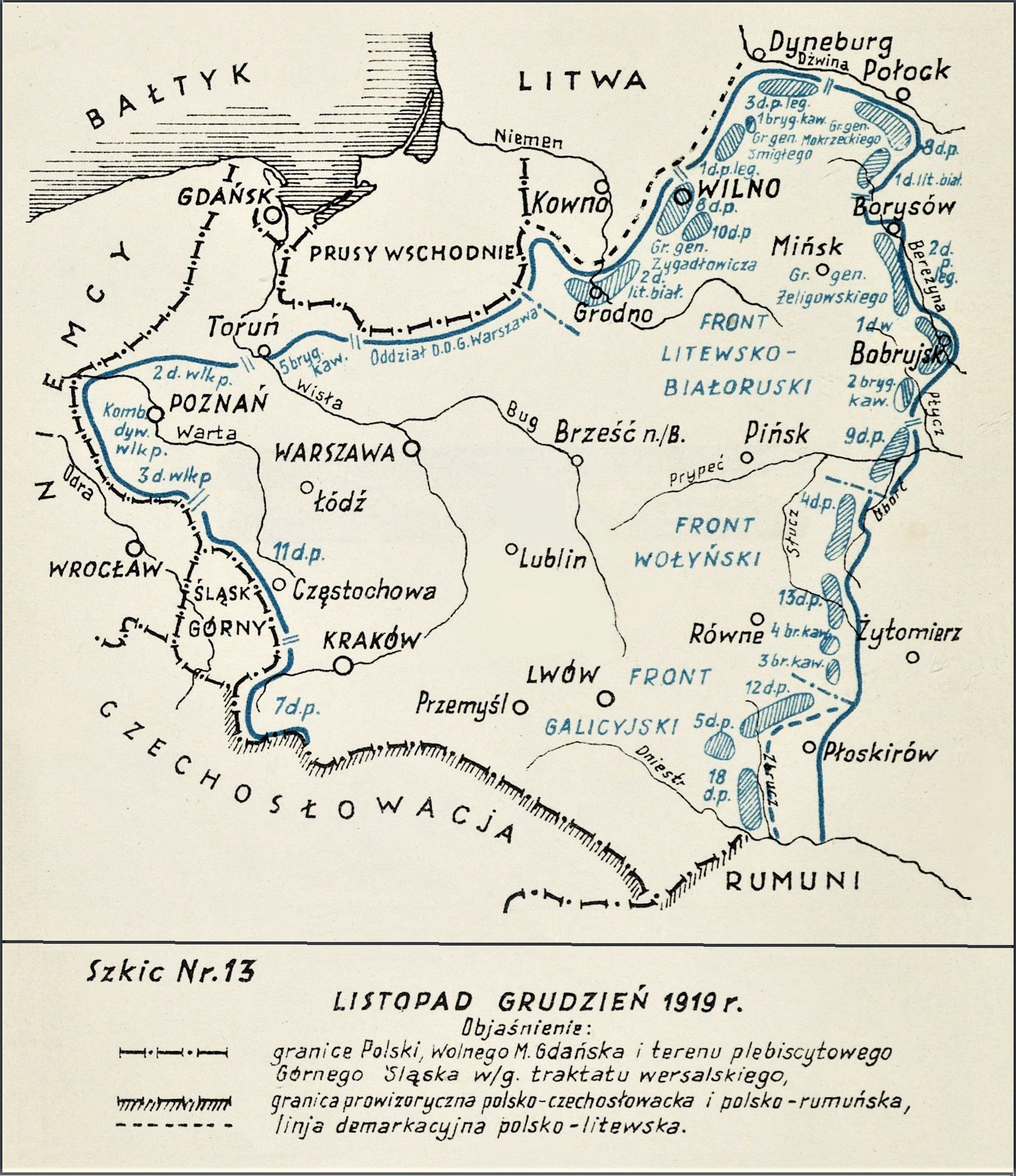
Adam Przybylski,
Wojna Polska 1918–1921

Bitwa pod Śnicką – walki pododdziałów 22 pułku piechoty ppłk. Władysława Grabowskiego w okresie wojny polsko-bolszewickiej.

## Geneza
Zimą 1919/1920 na froncie polsko-sowieckim odnotowywano tylko działania lokalne. Linia frontu była rozciągnięta od środkowej Dźwiny, wzdłuż Berezyny, Uborci, Słuczy, po Dniestr. Zastój w działaniach wojennych obie strony wykorzystywały na przygotowanie się do decydujących rozstrzygnięć militarnych planowanych na wiosnę i lato 1920.  
9 Dywizja Piechoty zajmowała stanowiska na prawym brzegu Uborci. Jej 22 pułk piechoty obsadzał 75 kilometrowy odcinek frontu na linii Kruszniki – Buda – Sokołodniki – Machnowicze – Śnickie Pole – Stodolicze – Kartenicze – Bobrowe. W jego ugrupowaniu działał 4 Wołyński dywizjon strzelców konnych mjr. Feliksa Jaworskiego. Pododdziały ogólnowojskowe wspierała 4 bateria 7 pułku artylerii polowej i 1 bateria 9 pułku artylerii polowej. Na północy sąsiadem pułku był 34 pułk piechoty, a na południu patrolami kawalerii utrzymywano łączność z lewoskrzydłowymi oddziałami Frontu Wołyńskiego.

## Walczące wojska
| Jednostka                  | Dowódca                   | Podporządkowanie   |
| Wojsko Polskie             |                           |                    |
| 9 Dywizja Piechoty         | płk Władysław Sikorski    |                    |
| ⇒ 22 pułk piechoty         | ppłk Władysław Grabowski  | 9 Dywizja Piechoty |
| → 1/22 pułku piechoty      | ppor. Mieczysław Janowski |                    |
| pluton 1/22 pułku piechoty | sierż. Aleksander Daniluk |                    |
| Armia Czerwona             |                           |                    |
| 47 Dywizja Strzelców       | I.I. Smolin               |                    |
| ⇒ 139 Brygada Strzelców    |                           |                    |
| → 416 pułk strzelców       |                           |                    |

## Walki pod Śnicką
W końcu grudnia 1919 22 pułk piechoty ppłk. Wladysława Grabowskiego, wzmocniony 4 baterią 7 pułku artylerii polowej i 1 baterią 9 pap, rozbudował swój siedemdziesięciokilometrowy odcinek obrony systemem pojedynczych punktów oporu. Za linią punktów oporu umieszczono odwody gotowe do udzielenia pomocy miejscowościom atakowanym przez nieprzyjaciela. 1 kompania ppor. Mieczysława Janowskiego, licząca około 150 żołnierzy i cztery ckm-y, obsadziła Śnicką.
14 stycznia 1920 dwa bataliony sowieckiego 416 pułku strzelców wyszły z lasów na wschód od Śnickiej z zamiarem zaatakowania miejscowości. Zanim jednak rozwinęły się do ataku, uderzyła na nie kompania ppor. Janowskiego. Zaskoczony przeciwnik, przekonany że Polacy zgromadzili w Śnickiej znaczne siły, wycofał się, a Polacy zdobyli dwa porzucone ckm-y.
18 stycznia Sowieci uderzyli ponownie. Zaatakowały cztery bataliony wsparte dwoma działami polowymi. Zamierzano zniszczyć samotnie broniącą się kompanię, zanim Polacy zorganizują odsiecz. W kilkugodzinnym boju Sowieci nie potrafili jednak złamać oporu kompanii. W następnym dniu, około 14.00, sowiecka artyleria rozpoczęła ostrzał wsi oraz dróg prowadzących do Śnickiej. Po trzydziestominutowej nawale ogniowej strzelcy uderzyli od czoła i na prawe skrzydło polskiej kompanii. Atak załamał się w silnym, dobrze przygotowanym ogniu obrony. O 16.00 zaatakowało pięć sowieckich batalionów. Tym razem, mimo zaciętej obrony, szeroko rozrzucone tyraliery sowieckie stopniowo zbliżały się z trzech stron do polskich stanowisk. By nie dopuścić do walki wręcz, ppor. Janowski wysłał swój niewielki odwód pod dowództwem sierż. Daniluka przez bagna, z zadaniem obejścia przeciwnika od północnego wschodu i zaatakowania go od tyłu. Nagły i zmasowany ogień na tyłach zaskoczył Sowietów, którzy w zapadającym mroku nie rozpoznali siły atakującej grupy. Przekonani o nadchodzącej polskiej odsieczy, wycofali się do wsi Gnojne.

Komunikat prasowy Sztabu Generalnego z  19 stycznia 1920 donosił:

 Na odcinku poleskim bolszewicy uporczywie atakowali nasze pozycje na torze kolejowym i pod wsią Snicką na południe od Prypeci. Ataki powtarzały się przez cały dzień; przy świetnem współudziale naszej artylerji i pociągów pancernych zostały one odparte z ciężkiemi stratami dla nieprzyjaciela.

## Bilans walk
Polacy obronili Śnicką. Walka samotnej kompanii stawiana była w całej 9 Dywizji Piechoty jako wzór godnej postawy żołnierza w boju z wielokrotnie liczniejszym przeciwnikiem. Kompania straciła trzech poległych i dziesięciu rannych, ale niemal wszyscy pozostali żołnierze odnieśli kontuzje.